# ایشالتون
ایشالتون (به لاتین: Aishalton) یک منطقهٔ مسکونی در گویان است که در تاکوتو بالا- اسیکوییبو بالا واقع شده‌است.

## خصوصیات
ایشالتون ۱٬۰۶۳ نفر جمعیت دارد و ۱۸۷ متر بالاتر از سطح دریا واقع شده‌است.